# ليودرا غينتينج
ليودرا غينتينج هي مغنية إندونيسية ولدت في 21 يونيو 2003.

## روابط خارجية
ليودرا غينتينج على موقع IMDb (الإنجليزية)
- ليودرا غينتينج على موقع ميوزك برينز (الإنجليزية)
- ليودرا غينتينج على موقع أول ميوزيك (الإنجليزية)
- ليودرا غينتينج على موقع ديسكوغز (الإنجليزية)